# Episodi de Il metodo Kominsky (seconda stagione)
La seconda stagione della serie televisiva Il metodo Kominsky, composta da 8 episodi, è stata pubblicata su Netflix il 25 ottobre 2019 in tutti i Paesi in cui il servizio è raggiungibile.
| nº | Titolo originale                             | Titolo in italiano                          | Pubblicazione   |
| -- | -------------------------------------------- | ------------------------------------------- | --------------- |
| 1  | Chapter 9. An Actor Forgets                  | Un attore dimentica                         | 25 ottobre 2019 |
| 2  | Chapter 10. An Old Flame, an Old Wick        | Una vecchia fiamma, un vecchio stoppino     | 25 ottobre 2019 |
| 3  | Chapter 11. An Odd Couple Occurs             | Una strana coppia                           | 25 ottobre 2019 |
| 4  | Chapter 12. A Libido Sits in the Fridge      | La libido nel frigo                         | 25 ottobre 2019 |
| 5  | Chapter 13. A Shenckman Equivocates          | Shenckman equivoca                          | 25 ottobre 2019 |
| 6  | Chapter 14. A Secret Leaks, a Teacher Speaks | Un segreto è rivelato e un insegnante parla | 25 ottobre 2019 |
| 7  | Chapter 15. A Hand Job Is Forgiven           | Un gioco di mano perdonato                  | 25 ottobre 2019 |
| 8  | Chapter 16. A Thetan Arrives                 | Arriva un thetan                            | 25 ottobre 2019 |

## Un attore dimentica
- Titolo originale: Chapter 9. An Actor Forgets
- Diretto da: Andy Tennant
- Scritto da: Chuck Lorre

### Trama
Norman dà in beneficenza i vestiti di Eileen, chiudendo definitivamente il lungo capitolo del matrimonio con la defunta moglie. Mentre si stanno recando al funerale di un amico, Sandy e Norman riflettono su quando capita di non riuscire a ricordare determinate parole, chiedendosi se ciò sia dovuto a una semplice distrazione oppure alla furbizia di non voler ricordare cose spiacevoli. Al funerale del loro amico, Norman incontra Madeline, una vecchia fiamma con cui si frequentava da single cinquant'anni prima. Mindy annuncia al padre che sta frequentando un uomo, tanto da essere pronti ad andare a convivere. L'unico problema è che questa persona ha quasi la stessa età di Sandy.
Sandy decide di essere duro con i suoi studenti, prospettando loro le enormi difficoltà che dovranno affrontare per riuscire a entrare nel mondo dello spettacolo. La reazione presuntuosa degli allievi, tutti convinti di avere un futuro radioso davanti, fa pensare Sandy su quanto sia disposti a investire questi ragazzi per inseguire il loro sogno. Al supermercato Sandy incrocia Lisa, chiedendole come mai non frequenta più la sua scuola. Lisa risponde di essere impegnata con William, il suo nuovo flirt. Norman esce a cena con Madeline, riscontrando come la loro intesa sia sopravvissuta allo scorrere degli anni. Complimentandosi con l'amico per la nuova conquista, Sandy capisce che anche lui ha bisogno di una scossa alla sua vita.

## Una vecchia fiamma, un vecchio stoppino
- Titolo originale: Chapter 10. An Old Flame, an Old Wick
- Diretto da: Beth McCarthy-Miller
- Scritto da: Chuck Lorre

### Trama
Sandy telefona a Roz, la sua ex moglie che lavora come medico in Colombia, scoprendo che sapeva già del fidanzato di Mindy e addirittura lo ha già conosciuto. Appreso che il futuro genero si chiama Martin Schneider, Sandy deve accettare l'invito di Mindy a cenare insieme. Le perplessità di Sandy vengono fugate dall'amabile compagnia di Martin, un insegnante in pensione che si diletta a scrivere e ha autopubblicato un romanzetto ambientato negli anni della crisi dei missili di Cuba. I due uomini trovano un punto di contatto nei comuni problemi alla prostata, con Martin che suggerisce a Sandy un farmaco per limitare le orinazioni notturne.
Norman trascorre il fine settimana a Santa Barbara nella tenuta di Madeline. Dopo una piacevole cavalcata nel ranch, la donna vorrebbe concludere con un rapporto sessuale. L'agitato Norman telefona a Sandy, confidando di essere terrorizzato all'idea di toccare una donna che non sia Eileen. Sandy lo sprona a lasciarsi andare, poiché anche Eileen avrebbe voluto così. Norman confida a Madeline di non sentirsi pronto per il sesso, ma una volta che la donna dice di comprendere le sue ragioni ha un ripensamento e i due iniziano a baciarsi.

## Una strana coppia
- Titolo originale: Chapter 11. An Odd Couple Occurs
- Diretto da: Andy Tennant
- Scritto da: Chuck Lorre

### Trama
Norman torna felice dal fine settimana a Santa Barbara e non vede l'ora che Madeline quella sera arrivi a casa sua. Sandy gli consiglia di togliere le fotografie di Eileen, così da non farle avvertire la presenza della moglie defunta. Al contrario, Madeline non vuole che Norman tenti di nascondere l'esistenza di Eileen perché è stata la donna più importante della sua vita. I piani di Norman vengono tuttavia offuscati dalla telefonata di Phoebe, la quale ha terminato la terapia in comunità e sta tornando a casa. Norman ne parla con Madeline, desiderosa di conoscere la figlia. Sandy entra sempre più in confidenza con Martin, venendo a sapere che lui e Mindy frequentano Lisa che chiede insistentemente di lui.
Nonostante Madeline e Phoebe siano subito entrate in sintonia, Norman non nasconde l'insofferenza nell'assistere all'ennesima pantomima della figlia che, presto o tardi, ricadrà nei suoi vizi. Madeline non condivide questa sua lettura e lo invita a fidarsi di sua figlia, lasciando intendere che è anche compito suo sforzarsi affinché stia bene. Offesa dalle parole del genitore, Phoebe decide di togliere il disturbo. Sotto l'effetto della marijuana fumata in compagnia di Martin, Sandy trova il coraggio di telefonare a Lisa per chiederle come sta.

## La libido nel frigo
- Titolo originale: Chapter 12. A Libido Sits in the Fridge
- Diretto da: Andy Tennant
- Scritto da: Chuck Lorre

### Trama
Sandy porta Lisa nel locale che abitualmente frequenta con Norman. Lisa ha lasciato William e sente il bisogno di stare accanto a Sandy. Costui non è molto favorevole all'idea del maschio amico di una donna, ma pur di ricominciare a vedere Lisa è disposto a tentare la strada della relazione amicale. A scuola Sandy riceve le avances di Darshani, una nuova studentessa che ha aiutato a gettare la maschera ed essere sé stessa, ma per lui il capitolo delle storie con ragazze più giovani è chiuso. Su suggerimento di Sandy, Norman chiede scusa a Phoebe per il suo comportamento dell'altra sera. La figlia, cha adesso lavora come gelataia, riconosce i propri errori ed è determinata a dimostrargli che può finalmente camminare con le sue gambe.
Lisa invita Sandy a vedere un film a casa sua. L'uomo tiene in macchina il viagra, convinto che non gli servirà, ma Lisa beve molto vino e vuole andare a letto con lui. Sandy si precipita in macchina a prendere il medicinale, venendo sorpreso da una pattuglia di poliziotti che lo scambiano per un drogato. Dopo averlo riconosciuto come l'ex attore Sandy Kominsky, lo lasciano andare scherzandoci sopra. I propositi sessuali sono però svaniti perché l'ubriaca Lisa si è addormentata sul water dove stava vomitando. Riconciliatosi con Phoebe, Norman telefona a Madeline che aveva posto questa condizione per poter riprendere la loro frequentazione. La donna dice di essere in partenza per Seattle e non sa quando tornerà. Norman riattacca deluso, avendo capito di essere stato scaricato.

## Shenckman equivoca
- Titolo originale: Chapter 13. A Shenckman Equivocates
- Diretto da: Andy Tennant
- Scritto da: Chuck Lorre

### Trama
Sandy fa conoscere Martin a Norman che non perde occasione di sottolineare come sia troppo vecchio per Mindy, facendo continue allusioni alla breve durata che avrà la loro storia. Martin ha un attacco di cuore e viene ricoverato d'urgenza in ospedale, dove gli sono impiantati dei bypass. Tornato a casa in convalescenza, Martin confida a Sandy che da giovane nutriva ambiziosi musicali e fu suo padre a instradarlo verso la più sicura carriera di insegnante. Martin invida Sandy, il quale invece ha scelto di seguire i propri sogni di attore, anche se non è diventato una stella di primo piano.
Memore di quanto accaduto a Martin, Lisa vorrebbe che Sandy si sottoponesse a un check up medico per scongiurare problemi cardiaci. Martin si affida alle cure del dottor Shenckman, sottoponendosi all'intera trafila degli esami di routine. Shenckman comunica a Sandy che ha una buona e una cattiva notizia da dargli. La buona notizia è che non ha problemi al cuore, anzi il suo apparato cardiaco funziona perfettamente. La brutta notizia è che gli è stata trovata una macchia a un polmone che potrebbe essere cancerogena. Rinviandolo a un oncologo, Shenckman suggerisce a Sandy di trovare qualcuno che lo possa aiutare nell'eventualità debba intraprendere le terapie del caso.

## Un segreto è rivelato e un insegnante parla
- Titolo originale: Chapter 14. A Secret Leaks, a Teacher Speaks
- Diretto da: Beth McCarthy-Miller
- Scritto da: Chuck Lorre

### Trama
Norman accompagna Sandy al Centro oncologico di Beverly Hills. Al momento la situazione non è preoccupante e i medici vogliono sottoporlo a una nuova tac dopo tre mesi per valutare meglio la situazione. Mentre stanno tornando a casa, Norman chiede a Sandy di parlare della sua malattia a Mindy perché non è bello nascondere un fardello del genere ai familiari. Madeline telefona a Norman perché è tornata da Seattle e desidera rivederlo. Norman la mette in attesa, consultandosi con Sandy che ovviamente lo sprona a uscire con Madeline per darle una nuova chance.
Sandy arriva a scuola con il proposito di parlare a Mindy. Nel suo ufficio trova invece Martin, spinto dalla fidanzata a iscriversi al corso di teatro per avere un hobby. Dopo aver promesso a Madeline che limiterà le spigolosità del suo carattere, Norman la porta nella gelateria in cui lavora Phoebe. La ragazza vuole completare il suo percorso di riconciliazione, andando a trovare la madre defunta al cimitero. Terminata la lezione, Sandy invita Martin a presentarsi ai giovani compagni di corso. L'uomo spiega di essere un insegnante in pensione e la sua speranza dopo l'infarto è poter vedere il mondo diversamente, ma al momento non è cambiato nulla. Sandy è molto toccato per le parole del futuro genero, capendo che deve parlare subito con Mindy della sua malattia.

## Un gioco di mano perdonato
- Titolo originale: Chapter 15. A Hand Job Is Forgiven
- Diretto da: Andy Tennant
- Scritto da: Chuck Lorre e Alan J. Higgins

### Trama
Mentre sta dividendo le medicine per la settimana e dopo essersi messaggiato con Lisa, Sandy ha uno svenimento. Allarmati perché non rispondeva al telefono, Mindy e Martin si precipitano a casa sua e lo trovano con una vistosa ferita sanguinante al naso. Sandy minimizza l'accaduto, senza spiegare il perché dello svenimento a Mindy che ignora ancora la verità sul suo stato di salute. Come promesso, Norman accompagna Phoebe al cimitero per leggere davanti alla tomba delle madre un elenco delle sue "malefatte". La defunta Eileen appare sia a Phoebe che a Norman, perdonando la figlia e dando al marito l'approvazione per Madeline.
Sandy torna alla solita vita, rifiutando le premure di Mindy che vorrebbe dargli un salvavita per avvertirla in caso di urgenza. Terminata la lezione in teatro, Sandy invita Lisa a cena e tutto sembra andare per il verso giusto. Tuttavia, una volta andati a letto, Sandy sviene nuovamente ed è ricoverato in ospedale. Qui Mindy scopre la verità sul cancro, pretendendo che il padre si trasferisca a vivere da lei per poterlo assistere. Troppo orgoglioso per essere considerato malato, Sandy si dice contrario a un'ipotesi che significherebbe la perdita della propria indipendenza. Mindy è però determinata a portarlo a vivere da lei, supportata in questo da Lisa.

## Arriva un thetan
- Titolo originale: Chapter 16. A Thetan Arrives
- Diretto da: Beth McCarthy-Miller
- Scritto da: Chuck Lorre e Alan J. Higgins

### Trama
Norman propone a Sandy di stabilirsi a casa sua, ma l'uomo vuole affrontare la malattia da solo ed è convinto che gli integratori basteranno a evitare ulteriori svenimenti. Per ridurre il carico di lavoro al padre, Mindy ha ingaggiato alcune star di Hollywood che si alterneranno a fare lezione al posto suo. Sandy non è felice all'idea di essere estromesso in questo modo, ma Mindy rimarca come abbia bisogno di riposo visto che ultimamente è apparso piuttosto irascibile. Norman si ritrova in casa il nipote Robby, figlio di Phoebe, che aveva rotto i rapporti con la famiglia perché adepto di Scientology. Ora che ha rotto con la setta, Robby vuole recuperare gli affetti familiari.
Sandy irrompe in aula mentre l'attrice Allison Janney sta facendo lezione. Non gradendo l'approccio di Janney, che sembra più intenta a raccontarsi anziché insegnare qualcosa, Sandy la interrompe e resta spiazzato quando gli studenti si schierano dalla parte della donna. Norman vuole capirne di più su Scientology, anche perché sembra che Robby non abbia completamente abbandonato la causa. Bussano alla porta due emissari della setta, chiedendo di Robby, ma Norman dice loro che non sa dove si trovi il nipote. Norman scopre che Robby ricicla denaro. Furente per quanto accaduto in teatro, Sandy riceve un ulteriore dispiacere da Lisa che gli comunica l'intenzione di cambiare città.